# 1429 Пемба
1429 Пемба (1429 Pemba) — астероїд головного поясу, відкритий 2 липня 1937 року.
Тіссеранів параметр щодо Юпітера — 3,345.